# Suge Knight
Марион Хју Најт Млађи (енгл. Marion Hugh Knight Jr.; Комптон, 19. април 1965) амерички је музички продуцент и оснивач дискографске куће Death Row Records, који је био централна фигура у комерцијалном успеху гангста репа. Овај подвиг се приписује прва два албума дискографске куће: The Chronic репера Dr. Dre и Doggystyle репера Snoop Dogg.

## Почеци
Мерион Најт рођен је 19. априла 1966, у области Комптон у Лос Анђелесу. Његов познати надимаг Шуг је скраћеница од Шугар Бер (слатки меда). Као младић био је члан уличне банде Моб Пиру Бладс, а и касније је врло често виђан у њиховим бојама. Без обзира на то био је одличан ученик и спортиста, па је добио спортску стипендију како би наставио школовање. Након школе, кратко је играо за Лос Анђелес Ремсе, али није успео. Због тога је пронашао посао као промотер концерата и телохранитељ познатих као што је Боби Браун. Најтови проблеми са законом почели су 1987. када је био оптужен за крађу аута, поседовање оружја и покушај убиства. Ипак избегао је затвор и осуђен је на условну казну. Две године касније, основао је сопствену издавачку кућу, и зарадио први велики новац приморавши Ванила Ајса да потпише за њега. (Прича се да је Најт пребацио Ајса преко ограде балкона на 20. спрату држећи га само за чланке.)

## Дет Роу Рекордс
Шуг је подстакнуо Дреа, сувласника Дет Рова (енгл. Death Row Records), да заједнички оснују издавачку кућу, у којој ће Дре бити, не само продуцент, него и соло извођач. Најт је осигурао дистрибуцију преко Интерскоп Рекордса. Дреов први албум, The Chronic, је постао један од најутицајнијих реп албума свих времена, и продао се у преко 6 милиона примерака. Овај албум је направио звезду и од Дреовог штићеника Снуп Дога, чији се први албум, Doggystyle, продао у преко 5 милиона копија, што је Дет Рову осигурало позицију најмоћније куће у реп музици. Кроз успех Дет Рова, музика са западне обале почела је да доминира у реп музици. Најт је отворио ноћни клуб у Лас Вегасу по имену Клуб 662. Ово име је дато, јер ови бројеви, на тастатури телефона, дају име МОБ, име Најтове банде из младости. У међувремену, Најт је имао сукобе са многим познатим личностима, од којих је најзначајнији његов сукоб са Шоном Комбсом, власником издавачке куће Бед Бој Рекордс из Њујорка. На додели Соурсових награда, у августу 1995, Најт је изјавио: Било ко, ко жели да буде уметник и жели да остане звезда, а не жели да му се извршни продуцент трпа у све спотове и све песме, нека дође и потпише за Дет Ров. Ово се односило на Пафијеву тенденцију да буде споредни вокал у песмама његових уметника и да се појављује у њиховим спотовима.
Најт је, 1995, изјавио да му је било жао Тупака, који се налазио у затвору, и којем ниједан од његових пријатеља није помогао. Положио је кауцију од 1,4 милиона долара и извукао Тупака из затвора, који је потписао за Дет Ров, и заједно са својим пријатељима формирао групу Ди Аутлоз. Када је Тупак почео да снима All Eyez On me, први дупли албум у историји репа, Шуг је изјавио да ће Дет Ров поново да ствара историју. Албум се продао у преко 10 милиона копија, и многи га сматрају најбољим албумом у историји Гангста репа.
1995. група Да Дог Паунд, налазила се у приколици у Њујорку, спремајући се за снимање спота за песму Њујорк, Њујорк. У споту, требало је да они ногама руше зграде на Тајмс Скверу. Тупак се налазио на локалној радио-станици и прозивао многе репере из Њујорка. На приколицу је испаљено неколико метака. Није било повређених, али пуцњава је представљала упозорење да Дет Ров није добродошла у Њујорку. Тупак је касније тврдио да је био љут на Снупа, јер га овај није јавно подржао и није желео да провоцира Источну обалу. Снуп је одбио да сними песму у којој би прозивао Ноторијус Б. И. Г.-а, и држао се подаље од сукоба Дет Ров – Бед Бој. Најт је у једном интервјуу, након затвора, изјавио да је разлог зашто се Тупак није појавио на Снуповом албуму Tha Doggfather, тај јер је Тупак имао сукоб са Снупом.
Тупак је постао водећи уметник Дет Рова. Сувласнику Др. Дреу, није се допао правац у којем је ишла издавачка кућа и напустио је Дет Ров крајем 1995. Дре је касније рекао да је кап која је прелила чашу било премлаћивање једног продуцента само зато што је пребрзо премотавао траку. Тупак се због тога окомио на Дреа, нападајући га у песмама као што су: To Live & Die In L.A., Toss It Up и Fuck Friends. Такође истицао је да Дре практично није ништа радио и да му је требало три године да сними једну песму.
И без Дреа, Дет Ров је напредовала. Избацили су сингл Hit ‘Em Up у којем су испрозивали најутицајније репере са истога, Ноторијус Б. И. Г.-а, Паф Дедија, Моб Дип и Наса. Две седмице пре Тупакове смрти објавили су планове о оснивању Дет Рова на истоку. Али сви планови су обустављени када је Тупак убијен у Лас Вегасу, септембра 1996. Снуп Дог је изјавио, након Тупаковог убиства, да напушта издавачку кућу јер се плаши за сопствени живот.

## Затварање
На видео-снимку туче у лобију МГМ хотела у Лас Вегасу, јасно се могу видети Тупак и Шуг како учествују у тучи са чланом банде Саутсајд Крипс Орландом Андерсоном. На тај начин Шуг је прекршио своју условну казну. Због тога је он осуђен на девет година затвора, што је практично представљало крај Дет Ров царства.
Шуг је изашао из затвора 2001. године и покушао је да поново покрене издавачку кућу, са новим извођачима као што су Топ Дог, Да Реалист, Крукед И... Али, децембра 2002. Шуг је поново затворен због тога што је прекршио условну јер се дружио са члановима банди. Након што је пуштен, поново је ухапшен 2003. због напада на радника са једног паркинга. Из затвора је пуштен априла 2004.